# Regina Spektor
Regina Spektor (født 18. februar 1980) er en russisk-født amerikansk pianist og sangerinde, der bor i New York. Hun har udgivet syv albums; 11:11, Songs, Soviet Kitsch, Begin To Hope, Far, What We Saw from the Cheap Seats og Remeber Us to Life, foruden en del musik til soundtracks, heriblandt den Grammy-nominerede titelsang til Netflix-serien Orange Is The New Black, "You've Got Time". 